# Georg Brüning
Georg Brüning (ur. 12 sierpnia 1851 w majątku Botzlar koło Selm, zm. 17 września 1932 w Bytomiu) – niemiecki prawnik, nadburmistrz Bytomia w latach 1883–1919.

## Życiorys
Pochodził z katolickiej rodziny, jego ojcem był radca ekonomiczny Wilhelm, matką – Christine z domu Hagedorn. W 1874 roku ukończył doktorat obojga praw, studiował na uniwersytetach w Bonn, Monachium, Heidelbergu i Getyndze. Następnie służył przez 2 lata w wojsku, gdzie osiągnął stopień porucznika rezerwy. W 1880 zdobył stopień asesora sądowego. Stanowisko burmistrza Bytomia otrzymał 20 listopada 1882, o wakacie dowiedział się z opublikowanego w prasie ogłoszenia. Od 1892 roku piastował funkcję nadburmistrza, który to tytuł przysługiwał włodarzom miast wydzielonych ze struktur powiatu.
Ze względu na podeszły wiek w 1919 roku Brüning zrezygnował z funkcji nadburmistrza.
Był wielokrotnie odznaczony, między innymi Orderem Czerwonego Orła, Orderem Korony oraz Krzyżem Wielkim Papieskiego Orderu Świętego Grzegorza Wielkiego. Za jego zasługi miasto ufundowało mu zabytkową willę przy dzisiejszej Alei Legionów 4. Zmarł 17 września 1932 roku, uroczystości żałobne odbyły się w Kościele Świętej Trójcy w Bytomiu, jego ciało zostało pochowane na cmentarzu Mater Dolorosa w Bytomiu; w 1981 roku zlikwidowano jego grób. W 2004 roku jego grób odnowiono, z błędnym miesiącem śmierci (grudniem) na nagrobku.

### Życie prywatne
Był żonaty z Dorotheą, z którą miał dwanaścioro dzieci. W 1893 zmarła jego córka Maria Magdalena w wieku siedmiu miesięcy, na szkarlatynę zmarła córka Margarit w wieku siedmiu lat i syn Wilhelm w wieku czterech lat. W 1900 zmarły bliźnięta w wieku dwunastu lat i syn w wieku siedmiu lat, panowała wówczas epidemia dyfterytu. W marcu 1911 roku zmarł jego syn Hans w wyniku przypadkowego postrzelenia przez kolegę z klasy w Królewskim Gimnazjum w Bytomiu. Dwóch synów burmistrza nie wróciło z frontu podczas I wojny światowej.

## Zasługi dla Bytomia

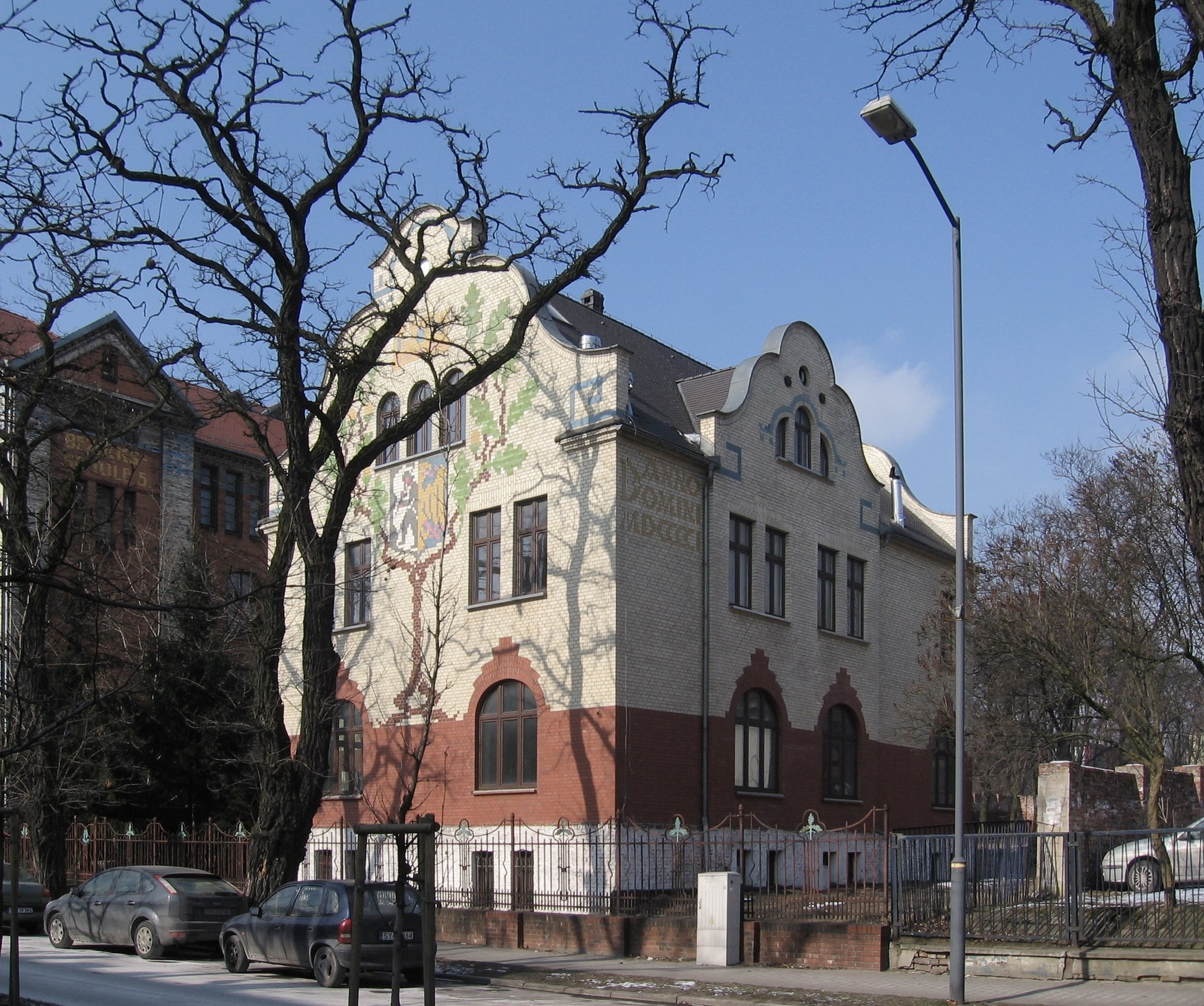
Willa przy alei Legionów 4 w Bytomiu, podarowana burmistrzowi przez miasto (25-arowa parcela została odstąpiona przez parafię Świętej Trójcy w Bytomiu). Ostatnie miejsce zamieszkania Brüninga, fot. z 2018 r.

Za czasów jego rządów w Bytomiu powstała sieć energii elektrycznej, wodociągów i kanalizacji sanitarnej, wybrukowano większość bytomskich ulic, wybudowano budynki teatru (obecnie Opera Śląska), szkoły realnej (IV Liceum Ogólnokształcące), Królewskiego Instytutu Higieny (Sanepid, ul.Moniuszki 25), starych koszar (internat przy ul. Smolenia), utworzono ogród zoologiczny w parku miejskim, uruchomiono pierwszą w mieście linię tramwajową (zob. tramwaje w Bytomiu).
W 2015 roku imieniem burmistrza nazwano plac przed urzędem miasta.